# Policarpo Herrero Vázquez
Policarpo Herrero Vázquez (Villafranca del Bierzo, León, 11 de enero de 1843 - 12 de septiembre de 1929) fue un empresario español, fundador del Banco Herrero.

## Biografía
Hijo de Antonia Vázquez González y del empresario Ignacio Herrero Buj, fundador junto con la familia Jover de la Sociedad Herrero y Compañía y más tarde de Herrero Hermanos.
Presidió el Sindicato Minero del puerto de Avilés y de Cerámica de Langreo. Fue consejero de la Sociedad Popular Ovetense, la Sociedad Industrial Asturiana Santa Bárbara, la Sociedad Telefónica de Asturias, la Azucarera de Pravia y la Petrolífera Asturiana. Fue consejero también de la Sociedad Carbonífera Santa Ana y posteriormente de Duro Felguera, así como otras empresas asturianas. 
En 1898 fue uno de los involucrados en la constitución de la Sociedad Popular Ovetense. Participó en la creación del Banco Hispano Americano. Fue accionista de la Unión Española de Explosivos. En 1911 fundó el Banco Herrero, que presidió hasta su fallecimiento.
En 1920, junto con José Tartiere y Narciso Hernández Vaquero, fundó Saltos de Agua de Somiedo-Hidroeléctrica del Cantábrico, que también presidió Policarpo.

## Condecoraciones
Recibió las Grandes Cruces de Carlos III y de Beneficencia.

## Vida familiar
Se casó con Teresa de Collantes Arce, y tuvieron tres hijas y un varón, Ignacio Herrero de Collantes, al que dejó a cargo de la gerencia de los negocios familiares a su fallcimiento en 1929.